# Wanadongri
Wanadongri è una suddivisione dell'India, classificata come census town, di 17.150 abitanti, situata nel distretto di Nagpur, nello stato federato del Maharashtra. In base al numero di abitanti la città rientra nella classe IV (da 10.000 a 19.999 persone).

## Geografia fisica
La città è situata a 20° 57' 29 N e 78° 52' 56 E.

## Società

### Evoluzione demografica
Al censimento del 2001 la popolazione di Wanadongri assommava a 17.150 persone, delle quali 9.207 maschi e 7.943 femmine. I bambini di età inferiore o uguale ai sei anni assommavano a 2.914, dei quali 1.510 maschi e 1.404 femmine. Infine, coloro che erano in grado di saper almeno leggere e scrivere erano 11.887, dei quali 6.944 maschi e 4.943 femmine.